# Rick Falkvinge

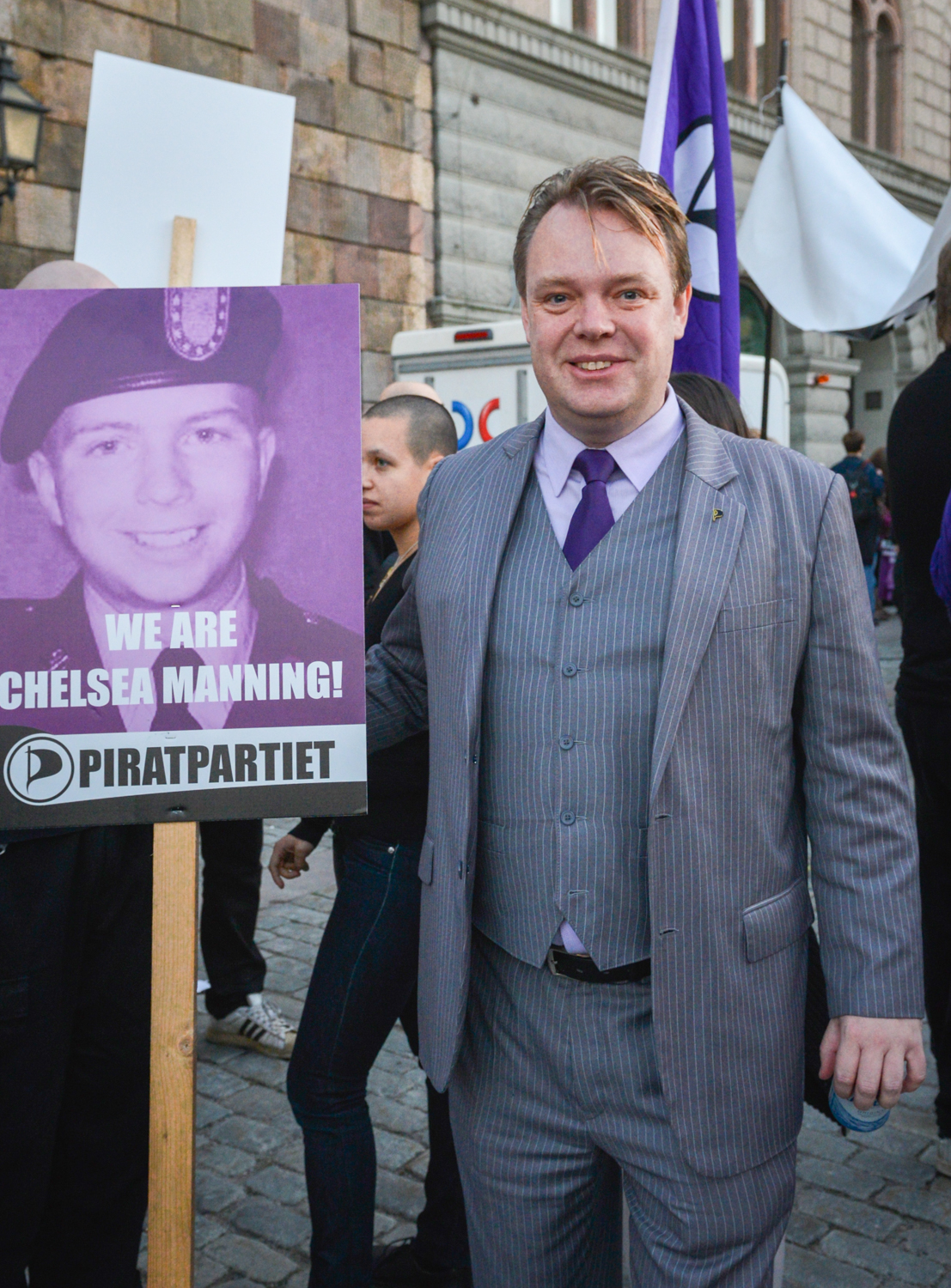
Falkvinge med Piratpartiet på Mynttorget i Stockholm den 4 september 2013 i samband med president Obamas Stockholmsbesök.

Rick Falkvinge, under en tid Rickard Falkvinge, ursprungligen Dick Greger Augustsson, född 21 januari 1972 i Lundby församling i Göteborg, är en svensk IT-entreprenör, mest känd som grundaren av och den förste partiledaren för det svenska Piratpartiet. Sedan augusti 2014 arbetar han som politisk föreläsare och sprider sina politiska idéer runt om i världen.

## Ungdom och tidigt yrkesliv
Falkvinge växte upp i Ruddalen i Göteborg och gick naturvetenskaplig gymnasielinje på Göteborgs högre samskola. Under gymnasietiden var han politiskt aktiv i Moderat skolungdom och Moderata ungdomsförbundet. Han var också tidigt intresserad av teknik. År 1988 grundade Falkvinge sitt första företag, Infoteknik, vid 16 års ålder. Åren 1994-1998 var han aktiv som entreprenör med fem anställda inom systemutveckling i Göteborg, Kalmar och Strömsund.
År 2004 bytte han namn till Rickard Falkvinge.

## Piratpartiet
Hösten 2005 övervägde Falkvinge att starta ett nytt politiskt parti fokuserat på frågorna om fildelning, upphovsrätt och patent. Den dominerande svenska organisationen i upphovsrättsdebatten vid tidpunkten var Piratbyrån, som var partipolitiskt obunden. Den 16 december 2005 registrerade Falkvinge domännamnet piratpartiet.se och den 1 januari 2006 lanserades det nya partiets webbplats genom ett chattmeddelande på en hubb för fildelningsprotokollet Direct Connect. Enligt partiets egen historik fick webbplatsen tre miljoner träffar de första två dagarna och på morgonen den 2 januari uppmärksammade Dagens Industri initiativet i en notis. Detta följdes av en längre artikel i Aftonbladet senare samma dag. Falkvinge tog ett stort banklån, lämnade sitt dåvarande arbete på Cypak och började arbeta heltid med att bygga upp Piratpartiet som dess förste partiledare.
Piratpartiets framgång i EU-valet 2009, där Piratpartiet fick 7,13 procent av rösterna under Falkvinges ledarskap, skickade Falkvinge och toppkandidaten Christian Engström rakt in på varje tidnings förstasida i hela landet, likväl som att bli toppnyheter på CNN, rubriker på BBC, Reuters med flera. Massmedia beskrev valvaksnatten som extatisk och Piratpartiet blev med god marginal största politiska parti för ungdomsväljare (under 30 år), med 25 procent av de rösterna.
Falkvinge avgick från posten som partiledare för Piratpartiet den 1 januari 2011 klockan 20:30, exakt fem år efter partiets grundande. Dåvarande vice partiledare Anna Troberg tog över rollen. Tillkännagivandet gjordes under en direktsändning med Bambuser.
Han arbetar för närvarande (augusti 2014) som politisk föreläsare inom Piratpartiet och den större piratrörelsen, och reser runt i världen för att prata om idéerna och koncepten.

### Kontroverser som partiledare
Den 29 december 2008 publicerade Falkvinge ett brev på sin blogg, där han skrev att han inte längre kunde betala hyra och räkningar. Vid den här tidpunkten hade Piratpartiet inte ekonomi att anställa någon, och därför bad han partiets medlemmar att donera pengar privat till honom. På detta sätt ledde han Piratpartiet under 18 månader medan han levde på frivilliga donationer från supportrar. Aftonbladet beskrev det som att Falkvinge "levde på att tigga", och det skapade intern kontrovers i partiet.
Under lanseringen av Piratpartiets valmanifest 2010 orsakade Falkvinge en kontrovers genom att hävda att yttrandefriheten och tryckfriheten borde ha företräde framför det nuvarande förbudet mot innehav av barnpornografi och att partiet därför ville avskaffa nuvarande lagstiftning på området. Journalistförbundet gick omedelbart ut och deklarerade öppet sitt stöd för ställningstagandet. Trots detta orsakade ställningstagadet intern kontrovers inom partiet och Falkvinge fick backa, men upprepade ställningstagandet 2012.

## Ledarskapsstil
Peter Santesson har analyserat Falkvinges ledarskapsstil och kommit fram till att den är unik i svensk politik. Falkvinge skyndar sig att erkänna misstag, visar öppet sina svagheter, och agerar för att förminska sin egen auktoritet, menar Santesson. Bland annat hänvisar Santesson till händelsen där Falkvinge sade sig vara luspank och bad om donationer, något som ingen annan politiker har försökt med, och än mindre lyckats med. Santesson menar att denna personlighet, där Falkvinge tar ansvar för misstag och erkänner dem omedelbart och reservationslöst, får honom att framstå som än mer karismatisk. Santesson jämför det med tekniker som används i pick-up artistry.
I september 2013 släppte Falkvinge boken Swarmwise: Den taktiska handboken till att förändra världen. I den beskriver han en ny sorts organisation som han byggde upp med Piratpartiet, och hur ledarskapsrollen ser ut i en sådan organisation.

## Priser och erkännanden
Time nominerade Falkvinge som en av kandidaterna till en lista över världens 100 inflytelserikaste personer 2012 (han kom dock inte med på listan) och The Guardian listade honom som en av världens 20 viktigaste frihetskämpar för Internet. Tidskriften Foreign Policy utsåg honom 2011 till en av världens 100 största tänkare ("Top 100 Global Thinkers").
Falkvinge fick det svenska IT-priset Guldmusen som "Årets IT-person" 2010, motiverat av hans framgångar i att flytta in Internet och dess samhällskonsekvenser i det politiska finrummet.
Han har också listats som en av Sveriges mest inflytelserika personer av tidskriften Fokus.
| ”                | Nätet har gjort att alla har en röst. Det gör att de som tidigare hade privilegiet att beskriva verkligheten har tappat en makt som de inte visste hur stor den var och som de vill kämpa tillbaka. Det ändrar maktbalansen i samhälllet när alla kan berätta själva. Denna förändring är så stor att det kan jämföras med när tryckpressen kom eller till och med när skriftspråket infördes. | „ |
| – Rick Falkvinge | |   |

## Framträdanden
Falkvinge har framträtt i hela Europa. Noterbara framträdanden innefattar Stanford Law School, Google O'Reilly Open Source Convention och TheNextWeb.
Den danska dokumentären Good Copy Bad Copy innehåller en intervju med Falkvinge, där han förklarar hur Piratpartiet växte som ett resultat av razzian mot The Pirate Bay den 31 maj 2006. Vid den tidpunkten hade The Pirate Bay inga formella kopplingar till partiet.
Han syns också i dokumentärerna Steal This Film och TPB AFK.